# Robin Koch
Robin Koch (* 17. Juli 1996 in Kaiserslautern) ist ein deutscher Fußballspieler. Der Defensivakteur ist zehnmaliger A-Nationalspieler und steht beim Bundesligisten Eintracht Frankfurt unter Vertrag.

## Karriere

### Verein
Koch wurde während der aktiven Zeit seines Vaters Harry, der acht Jahre beim 1. FC Kaiserslautern spielte, eben dort geboren und begann selbst beim FCK im Alter von fünf Jahren mit dem Vereinsfußball. Mit dem Umzug seiner Familie nach Dörbach in der Südeifel im Landkreis Bernkastel-Wittlich schloss er sich als Siebenjähriger dem SV Dörbach an, bei dessen erster Mannschaft sein Vater später Trainer wurde. 2009 wechselte Koch zu Eintracht Trier und wurde in der Folge zu Sichtungslehrgängen des DFB eingeladen. Sein C-Jugendtrainer Reinhold Breu schulte seinen Schützling sowohl im defensiven Mittelfeld wie auch – aufgrund seiner anfänglichen Zweikampfschwächen – in der Verteidigung. In der Saison 2014/15 rückte er nach Abschluss seiner Ausbildung zum Industriekaufmann in den Kader der zweiten Herrenmannschaft des SV Eintracht auf, die in der Rheinlandliga antrat. Bereits im September 2014 wurde der volljährige Koch in der ersten Mannschaft in einem Spiel in der Regionalliga Südwest eingesetzt und etablierte sich sofort als Stammspieler. Ausschlaggebend dafür war der neue Trainer Peter Rubeck gewesen, der ihn neben Matti Fiedler aus der A-Jugend rekrutierte. Anfangs bespielte der Pfälzer die rechte Außenbahn defensiv wie offensiv, rückte aber zum Saisonende hin in die Viererkette, wo er mit Kapitän Michael Dingels ein Innenverteidigerduo bildete. Ab dem 25. Spieltag verlor die Mannschaft so nur noch zwei Spiele und konnte die Klasse halten. Aufgrund der schnellen Gewöhnung an den höherklassigeren Herrenfußball hatte Koch darüber hinaus sowohl sein Kopfballspiel verbessern wie auch an körperlicher Robustheit zulegen können.
Nach der Saison wechselte der Abwehrspieler zurück nach Kaiserslautern. Dort spielte er für die zweite Mannschaft, ebenfalls in der Regionalliga Südwest, und wurde regelmäßig auf beiden defensiven Außenbahnen eingesetzt. Im September 2016 erhielt der Jungspieler einen bis Juni 2019 gültigen Profivertrag und rückte zum 8. Spieltag in den Zweitligakader der ersten Mannschaft auf. Dort besetzte der mittlerweile 20-Jährige die Planstelle des gewechselten Sascha Mockenhaupt, setzte sich gegen Stipe Vučur durch und spielte mit seinen wechselnden Partnern Ewerton und Tim Heubach hinter dem Sechser Patrick Ziegler. Nach einer Verletzung Zieglers rückte Koch ab März 2017 für den Rest der Spielzeit auf dessen Position vor.
Im August 2017 wechselte der Pfälzer als Nachfolger von Marc Torrejón für eine Ablöse von etwa 3,5 Mio. Euro zum Bundesligisten SC Freiburg, der die Vorsaison als Siebter beendet hatte. Dort gab er, welcher zum zweitteuersten Abgang der roten Teufel nach Miroslav Klose geworden war, beim 1:1 gegen Hertha BSC am 9. Spieltag im Oktober 2017 sein Bundesligadebüt, als er in der 85. Spielminute für Philipp Lienhart eingewechselt wurde. Nach einer Serie von acht sieglosen Partien befand sich die Mannschaft im Frühjahr im Abstiegskampf, durch Siege am drittletzten sowie am finalen Spieltag konnte der Absturz in die zweite Liga noch verhindert werden. Trotz allem soll wenig später ein Angebot des FC Sevilla beim SC Freiburg eingegangen sein, das der Spieler jedoch ablehnte. Unter anderem aufgrund seiner bisherigen positiven Entwicklung unter dem Cheftrainer Christian Streich sowie des „familiären Vereinsumfelds“. Es folgte ein großer Kaderumbruch, im Rahmen dessen Dominique Heintz für die Innenverteidigung geholt und auch Nachwuchsspieler Keven Schlotterbeck aus der zweiten Mannschaft befördert wurde. Koch verblieb in der Folge im zentralen Mittelfeld und rückte nur für einige Spiele aushilfsweise wieder in den Abwehrverbund. Zwischen Sommer 2019 und Frühling 2020 befand sich der Defensivspieler mit Freiburg durchgängig auf einem einstelligen Tabellenplatz und elf Konkurrenten kassierten mehr Gegentore als die Breisgauer. Die Fachpresse lobte sein Gespür für die Umschaltmomente sowie seine Stärken in der Spieleröffnung, auch Vater Harry bescheinigte seinem Sohn die Fähigkeit, „tödliche Pässe“ spielen zu können. Neben seiner Ruhe im Spiel wurde ebenfalls seine Stärke bei Standardsituationen seiner Mannschaft hervorgehoben, aus denen heraus Koch fünf Tore für den Sportclub gelangen.
Im Sommer 2020 wechselte Koch nach England zum Premier-League-Aufsteiger Leeds United, wo er einen bis Juni 2024 gültigen Kontrakt unterschrieb, nachdem Victor Orta, Sportdirektor und Chefscout des Vereins, ihn bereits während seiner Zeit in Kaiserslautern beobachtet und ihn im Januar 2020 erstmals direkt kontaktiert hatte. Bei den Nordengländern wurde der Deutsche, der auch davon profitierte, dass der ehemalige Leihverteidiger Ben White zu teuer gewesen wäre, neben Spielführer Liam Cooper im Defensivverbund zur Stammkraft. Nach den ersten Monaten im Team gab der Spieler an, sich auch wegen des Spielsystems des sowohl in der Stadt wie auch im Vereinsumfeld beliebten Trainers Marcelo Bielsa für Leeds entschieden zu haben. Im Gegensatz zu anderen Aufsteigern wäre United unter Bielsa sehr auf Pressing und Tempo bedacht und auch die Innenverteidiger würden weitaus offensiver agieren, als es der Deutsche aus der Heimat gewöhnt sei. Mit den Whites landete der Deutsche am Ende auf dem 9. Platz und befand sich mit ihnen nur innerhalb der Hinrunde zeitweise nahe der Abstiegszone. Ein Vierteljahr verlor Koch aufgrund einer Knieverletzung und lief so nach zwei Aufbauspielen für die U23 in der Rückserie der Premiere-League-Spielzeit nur fünfmal auf.
Zur Spielzeit 2023/24 wurde Koch zunächst für ein Jahr zurück nach Deutschland an den Bundesligisten Eintracht Frankfurt verliehen. Der Innenverteidiger konnte sich auf Anhieb als Stammspieler und Leistungsträger empfehlen. Im Januar 2024 verpflichtete ihn die Eintracht fest und stattete Koch mit einem bis 2027 laufenden Vertrag aus.

### Nationalmannschaft
Am 12. Oktober 2018 spielte Koch mit der deutschen U21 gegen Norwegen und somit erstmals für ein Nationalteam. Bei der EM 2019, bei der Deutschland bis ins Endspiel vordrang, spielte der Defensivspieler acht Minuten lang.
Am 7. Oktober 2019 wurde Koch von Bundestrainer Joachim Löw für das Testspiel gegen die argentinische Nationalmannschaft und für das EM-Qualifikationsspiel gegen Estland erstmals für die A-Nationalmannschaft nominiert. Hierbei hatte er von den Absagen der etablierten Kräfte Jonas Hector, Matthias Ginter und Toni Kroos profitieren können. Im Spiel gegen Argentinien, das mit 2:2 endete, gab er einen Tag später in Dortmund sein Debüt und spielte durch. Auch an der erfolgreichen Qualifikation zur Europameisterschaft 2021 wirkte der Pfälzer als Teil einer Dreierkette neben Antonio Rüdiger und Emre Can in einer Partie aktiv mit. Mit der deutschen Auswahl erreichte er ohne eigenes Zutun bei der Europameisterschaft das Achtelfinale, wo Deutschland gegen England ausschied. Sein achtes und bis dato letztes Länderspiel absolvierte Koch am 2. Juni 2021.
Im Mai 2024 wurde er von Bundestrainer Julian Nagelsmann in den Kader für die Europameisterschaft im eigenen Land berufen. Er blieb während des Turniers ohne Einsatz.

## Soziales Engagement
Für die Flutopfer im Ahrtal organisierte Koch 2021 ein Benefizspiel in Trier, bei dem eine Millionensumme zusammenkam. In Leeds unterstützte er hilfsbedürftige Kinder. In seiner Zeit in Freiburg engagierte er sich ehrenamtlich für die Malteser:

„Mir war es vor allem ein großes Anliegen, selbst aktiv mitzuhelfen und anzupacken. An den Mitarbeitern und allen Helfern der Malteser und an allen anderen tatkräftigen Unterstützern in Deutschland kann sich ein jeder nur ein Beispiel nehmen.“

Seit Ende 2022 ist er überdies Laureus-Botschafter.

## Persönliches
Koch hat einen jüngeren Bruder und eröffnete gemeinsam mit einem Personal Trainer ein Fitnessstudio in Krefeld.